# Godzilla - Mangiapianeti
Godzilla - Mangiapianeti (GODZILLA 星を喰う者?, Godzilla - Hoshi o kū mono, lett. "Godzilla - Mangiatore di stelle"), noto in inglese come Godzilla: The Planet Eater, è un film d'animazione in stile anime del 2018 diretto da Kōbun Shizuno e Hiroyuki Seshita.
È il trentaquattresimo film della serie nonché il trentaduesimo film prodotto dalla Toho e il terzo e ultimo episodio della trilogia anime iniziata con Godzilla - Il pianeta dei mostri. Il film, in computer grafica, prodotto da Toho Animation e Polygon Pictures, è stato distribuito in Giappone il 9 novembre 2018 e pubblicato in tutto il mondo su Netflix il 9 gennaio 2019.
L'edizione home video è stata distribuita con il titolo Godzilla - Colui che divora i pianeti.

## Trama
Metphies riesce a fare avvenire una conversione religiosa  negli umani superstiti: la loro sopravvivenza è un miracolo, rispetto alla morte degli altri compagni alieni. In seguito, il sacerdote Metphies riuscirà ad evocare Ghidorah, un essere proveniente da un altro universo e non soggetto alle leggi fisiche conosciute. Questo dio è inimmaginabilmente superiore a Godzilla: non può essere colpito o individuato da dispositivi tecnologici, eppure azzanna il mostro terrestre e lo solleva da terra. Haruo intuisce l'artefice di questa evocazione e, una volta incontrato Metphies, cade vittima del rituale: il sacerdote cerca di convincerlo a cedere la propria anima come offerta votiva al dio Ghidorah, così che esso possa compiere la distruzione totale.
Dopo una lunga esitazione, dato che la vita è presentata come un esclusivo susseguirsi di sofferenze da parte di Metphies, gli indigeni, con l'aiuto dello spirito di Mothra, la falena regina dei mostri da loro venerata, comunicano con Haruo così da risvegliarlo dallo stato simil comatoso in cui gettava a causa del sacerdote e, una volta cosciente di ciò che stava avvenendo (Metphies stava guidando Ghidorah), il protagonista frantuma l'occhio destro del suo amico e sacerdote alieno (tale occhio permetteva il contatto tra il dio e Metphies stesso). A questo punto Ghidorah è indebolito: è ridotto a un grande serpente a tre teste e cade vittima del raggio atomico di Godzilla, che lo sconfigge. I pochissimi superstiti umani imparano a vivere insieme agli indigeni, ma Haruo non riesce ad adattarsi: da un lato nutre odio per Godzilla, dall'altro è conscio che l'umanità non avrà un futuro prospero, a causa di Godzilla, ma anche di futuri mostri che potrebbero arrivare. Alla fine egli si suicida insieme alla carcassa di Huko utilizzando un Avvoltoio, esoscheletro del precedente film, gettandosi in picchiata su Godzilla: nonostante il mostro spari il suo raggio atomico si vede l'esoscheletro che impatta comunque contro l'essere enorme. Nelle scene dopo i titoli di coda si vede la civiltà indigena compiere un rituale, dove un'impalcatura in legno sembra rappresentare l'esoscheletro usato da Haruo nel suo sacrificio finale.